# Julian Barnes
Julian Patrick Barnes (Leicester, 19 gennaio 1946) è uno scrittore britannico. Ha scritto romanzi polizieschi sotto lo pseudonimo di Dan Kavanagh. L'altro pseudonimo usato è Edward Pygge, utilizzato in collaborazione con Ian Hamilton, John Fuller, Clive James e Russell Davies per polemiche e critiche letterarie.
I suoi romanzi e racconti sono esempi di postmodernismo in letteratura. Ha vinto il Man Booker Prize per Il senso di una fine nel 2011, mentre fu finalista del premio altre tre volte: nel 1984 per Il pappagallo di Flaubert, nel 1998 per England, England e nel 2005 per Arthur e George.

## Biografia
Nato a Leicester, la famiglia si trasferì nella periferia di Londra quando Barnes aveva sei settimane. I genitori erano entrambi insegnanti di francese. Suo fratello, Jonathan Barnes, è un filosofo, annoverato tra i principali studiosi, tra l'altro, dell'opera di Aristotele. La storia della famiglia Barnes si può leggere in Nothing to Be Frightened Of.
Studiò alla City of London School (1957-1964) e al Magdalen College di Oxford, dove si laureò in lingue moderne. Lavorò per 3 anni come lessicografo per il supplemento dell'Oxford English Dictionary. In seguito fu occupato come recensore e redattore letterario per le riviste New Statesman e New Review. Dal 1979 al 1986 fu critico cinematografico, prima per New Statesman e poi per The Observer. Divenne anche corrispondente estero per The New Yorker. Ha inoltre prestato la voce a Georges Simenon per una serie radiofonica su Maigret prodotta dalla BBC Radio 4 nel 2003.

## Vita privata
È stato sposato con l'agente letteraria Pat Kavanagh (1940-2008), deceduta per un tumore al cervello. Barnes ha esternato il dolore per la morte della moglie in un saggio del suo libro Livelli di vita. Si dichiara agnostico.

## Opere

### Romanzi e racconti
- Metroland (1981)
  -  Metroland, traduzione di Daniela Fargione, Collana L'Arcipelago, Torino, Einaudi, 2015, ISBN 978-88-06-15082-2.
- Before She Met Me (1982)
  - Prima di me, traduzione di Daniela Fargione, Torino, Einaudi 2017, ISBN 978-88-06-22176-8.
- Flaubert's Parrot (1984);
  -  Il pappagallo di Flaubert, traduzione di Riccardo Mainardi, Milano, Rizzoli, 1987, ISBN 88-17-67110-X. - Bompiani tascabili, Milano, 1997, ISBN 88-452-2990-4.
  - Il pappagallo di Flaubert, traduzione di Susanna Basso, Collana Supercoralli, Einaudi, Torino, 2014, ISBN 88-06-21440-3.
- Staring at the Sun (1986)
  -  Guardando il sole, traduzione di Andrea Terzi, Milano, Rizzoli, 1989, ISBN 88-17-67111-8.
- A History of the World in 10½ Chapters (1989) (racconti)
  -  Una storia del mondo in 10 capitoli e 1/2, traduzione di Riccardo Mainardi, Milano, Rizzoli, 1990, ISBN 88-17-67112-6. - ET Scrittori, Einaudi, 1997, ISBN 88-06-14310-7; Super ET, 2013.
  - Upstreams!, la Biblioteca di la Repubblica n.10, L'Espresso, Roma, 2008. [solo un racconto della raccolta]
- Talking It Over (1991)
  -  Parliamone, traduzione di Riccardo Mainardi, Milano, Rizzoli, 1992, ISBN 88-17-67109-6.
  -  Amore, ecc., Collana ET Scrittori, Torino, Einaudi, 1998, ISBN 88-06-14305-0.
- The Porcupine (1992)
  -  Il porcospino, traduzione di Riccardo Mainardi, Milano, Rizzoli, 1993, ISBN 88-17-67113-4.
- Cross Channel (1996) (racconti)
  -  Oltremanica, traduzione di Susanna Basso, Torino, Einaudi, 1997, ISBN 88-06-14158-9.
- England, England (1998)
  -  England, England, traduzione di Susanna Basso, Collana Supercoralli, Torino, Einaudi, 2000, ISBN 88-06-15126-6.
- Love, Etc. (2000)
  -  Amore, dieci anni dopo, traduzione di Susanna Basso, Torino, Einaudi, 2004, ISBN 88-06-15722-1.
- The Lemon Table (2004) (racconti)
- Arthur & George (2005)
  -  Arthur e George, traduzione di Susanna Basso e Daniela Fargione, Collana Supercoralli, Torino, Einaudi, 2007, ISBN 978-88-06-17881-9.
- Pulse (2011) (racconti)
- The Sense of an Ending (2011)
  -  Il senso di una fine, traduzione di Susanna Basso, Collana Supercoralli, Torino, Einaudi, 2012, ISBN 978-88-06-21156-1.
- The Noise of Time (2016)
  -  Il rumore del tempo, traduzione di Susanna Basso, Collana Supercoralli, Torino, Einaudi, 2016, ISBN 978-88-06-23087-6.
- The Only Story (2018)
  -  L'unica storia, traduzione di Susanna Basso, Collana Supercoralli, Torino, Einaudi, 2018, ISBN 978-88-06-23750-9.
- Elizabeth Finch (2022)
  -  Elizabeth Finch, traduzione di Susanna Basso, Collana Supercoralli, Torino, Einaudi, 2023, ISBN 978-88-062-5506-0.

### Saggistica
- Letters from London, Picador, London, 1995 [articoli apparsi su The New Yorker dal 1990 al 1995, con alcuni usciti in altre sedi]
- Alphonse Daudet: In the Land of Pain, 2002 [traduzione]
- Something to Declare, 2002 [saggi]
- Il pedante in cucina (The Pedant in the Kitchen, 2003), traduzione di Daniela Fargione, Collana Frontiere, Torino, Einaudi, 2020, ISBN 978-88-062-4405-7. [articoli sulla cucina]
- Niente paura (Nothing to Be Frightened of, 2008), traduzione di Daniela Fargione, Collana Frontiere, Torino, Einaudi, 2022, ISBN 978-88-062-1622-1. [memoir]
- Through the Window, 2012 [17 saggi e un racconto]
- A Life with Books, 2012 [pamphlet]
- Livelli di vita (Levels of Life, 2013), traduzione di Susanna Basso, Collana Supercoralli, Torino, Einaudi, 2013, ISBN 978-88-06-21750-1.
- Con un occhio aperto (Keeping an Eye Open: Essays on Art, 2015), traduzione di Daniela Fargione, Collana Frontiere, Torino, Einaudi, 2019, ISBN 978-88-062-3098-2.
- L'uomo con la vestaglia rossa (The Man in the Red Coat, 2019), traduzione di Daniela Fargione, Collana Supercoralli, Torino, Einaudi, 2020, ISBN 978-88-062-4536-8.
- Changing my Mind (2025) Essays

### Interviste
- Conversations with Julian Barnes, raccolta a cura di Vanessa Guignery e Ryan Roberts, 2009

### Romanzi con lo pseudonimo di Dan Kavanagh
- Duffy, il doppio (Duffy, 1980), trad. Gigi Coretti, Mondadori, Milano 1982; Einaudi, Torino 2015
- Fiddle City (1981)
- Putting the Boot In (1985)
- Going to the Dogs (1987)

## Premi e riconoscimenti
- 1981: Somerset Maugham Award per Metroland[4][5];
- 1984: Booker Prize - finalista con Flaubert’s Parrot[6];
- 1985: Geoffrey Faber Memorial Prize con Flaubert’s Parrot[7]
- 1986: Prix Médicis e E. M. Forster Award (USA) per Flaubert’s Parrot[8];
- 1988: Premio Grinzane Cavour narrativa straniera per Il pappagallo di Flaubert[9];
- 1992: Prix Femina Étranger  per Talking It Over[10][11];
- 1990: Booker Prize - finalista con England, England[6];
- 2004: Österreichischer Staatspreis für Europäische Literatur[12]
- 2005: Booker Prize - finalista con Arthur & George[6];
- 2007: International IMPAC Dublin Literary Award finalista con Arthur e George[13];
- 2011: Premio David Cohen alla carriera[14];
- 2011: Booker Prize, vincitore con The Sense of an Ending[15][6];
- 2012: Europese Literatuurprijs per The Sense of an Ending[16];
- 2021: Jerusalem Prize[17];

 Se ne sta occupando AmaliaMM...